# 後鼻漏
後鼻漏（こうびろう）とは、慢性副鼻腔炎や好酸球性副鼻腔炎、アレルギー性鼻炎患者に見られる咽頭腔への膿汁流下のこと。慢性上咽頭炎、膿性痰、口臭、歯肉炎、慢性気管支炎、肺炎、食道炎、慢性胃炎などの原因となる。
鼻水の一部が喉に回ることは誰にでもある生理的な現象であるが、その量が多くなったり粘性が強くなり付着してしまうと、喉に不快感を伴う。

## 治療
手術、洗浄、抗生剤投与などによる副鼻腔炎およびアレルギー性鼻炎の治療で改善する。
また、鼻うがいも効果的なことがあるが、耳鼻咽喉科医の指導の下に行う必要がある。